# Vincenzo Natali
Vincenzo Natali (n. 6 ianuarie 1969, Detroit, Michigan, SUA) este un regizor și scenarist de film americano-canadian, cel mai cunoscut pentru scenariul și regia unor filme științifico-fantastice și de groază precum Cubul, Cypher, Nimic și Hibrid.

## Tinerețe și educație
Natali s-a născut în Detroit, mama sa a fost profesoară și pictoriță iar tatăl său a fost fotograf. Este de origine italiană și engleză. Familia sa s-a mutat la Toronto, când Natali avea un an. În timpul petrecut la Royal St. George's College⁠(d), Natali s-a împrietenit cu actorul canadian de origine britanică David Hewlett, care a apărut în majoritatea filmelor pe care Natali le-a regizat. Natali a participat și la cursurile de cinematografie de la Universitatea Ryerson din Toronto. În cele din urmă a fost angajat ca artist storyboard la studiourile de animație Nelvana. În cinematografie a fost influențat de Samuel Beckett, David Cronenberg și Terry Gilliam.

## Carieră
Debutul regizoral al lui Natali a avut loc în 1997, când a regizat Cubul, pe care l-a și co-scris. Filmul a fost un succes la nivel mondial, în special în Japonia și Franța, încasând 15 milioane de dolari în Franța și doborând recorduri la box office pentru un film canadian. La a 19-a ediție a Premiilor Genie, filmul a primit cinci nominalizări și a câștigat, de asemenea, premiul pentru cel mai bun lungmetraj canadian la Festivalul Internațional de Film de la Toronto. După acest succes, Natali a continuat să regizeze Cypher (2002) și Nothing (2003).

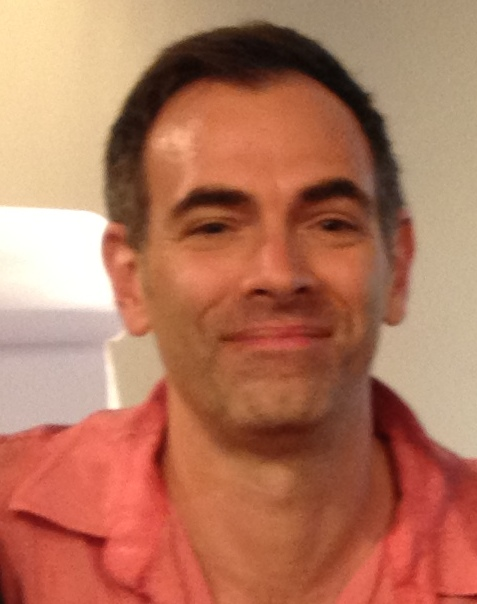
Vincenzo Natali în 2012

După lansarea din iunie 2010 a filmului Hibrid (Splice, 2009), s-a afirmat că Natali urma să ecranizeze romanul lui J. G. Ballard din 1975 High Rise  și o adaptare 3D a personajului de benzi desenate Swamp Thing⁠(d) creat de Len Wein⁠(d) / Berni Wrightson⁠(d) pentru producătorul Joel Silver⁠(d). Cu toate acestea, un articol din mai 2010 din The Hollywood Reporter a dezvăluit că Natali urma să-l înlocuiască pe Joseph Kahn⁠(d) la regia mult așteptatei adaptări a romanului Neuromantul din 1984 al autorului cyberpunk William Gibson. În 2015, s-a anunțat că Vincenzo Natali nu va mai regiza  Neuromantul, dar proiectul nu s-a anulat.
Natali a fost nominalizat la al patrulea premiu Annual Splatcademy la categoria „Cel mai bun regizor” oferit de Cadaver Lab pentru lucrarea sa Splice. În 2013, serialul său Darknet, o adaptare a serialului japonez Tori Hada, a început să fie difuzat pe Super Channel⁠(d) în Canada. În 2014, a regizat episoadele „Su-zakana” și „Naka-choko” din al doilea sezon al serialului  dramatic polițist Hannibal și în 2015 episoadele „Antipasto”, „Primavera” și „Secondo” din al treilea sezon al serialului  Hannibal. în 2015, a regizat al doilea episod (intitulat „Simon”) din primul sezon al serialului de televiziune dramatic supranatural american The Returned. În 2016, a regizat al patrulea episod („Teoria disonanței”) al serialului HBO Westworld. În 2017, a regizat cel de-al cincilea episod („Lemon Scented You”) al serialului Starz⁠(d) Zei americani. El a regizat un episod pilot pentru un nou serial TV, Tremors⁠(d), cu Kevin Bacon care și-a reprimit rolul din filmul omonim din 1990, dar nu a fost preluat de SyFy ca serial.
O adaptare TV a cărții The Peripheral⁠(d) de William Gibson a intrat în faza de dezvoltare în aprilie 2018, fiind produsă de Amazon, cu Natali ca producător executiv. Natali este regizorul episodului pilot. Filmările au început la 3 mai 2021, în Londra, Regatul Unit.
El a regizat ultimele 2 episoade („Ecouri” și „Cununa umbrelor”) din primul sezon al serialului Locke & Key, distribuit de Netflix.

## Filmografie
Filme de lung metraj
| An   | Film               | Regizor | Scenarist | Producător executiv |
| ---- | ------------------ | ------- | --------- | ------------------- |
| 1997 | Cubul              | Da      | Da        |                     |
| 2002 | Cypher             | Da      |           |                     |
| 2003 | Nothing            | Da      | Da        | Da                  |
| 2009 | Splice             | Da      | Da        |                     |
| 2011 | 388 Arletta Avenue |         |           | Da                  |
| 2013 | Haunter            | Da      |           | Da                  |
| 2018 | Come True          |         |           | Da                  |
| 2019 | În iarba înaltă    | Da      | Da        | Da                  |

Filme de scurtmetraj
| An   | Film                     | Regizor | Scenarist | Producător executiv | Note                                                           |
| ---- | ------------------------ | ------- | --------- | ------------------- | -------------------------------------------------------------- |
| 1996 | Elevated                 | Da      | Da        |                     | Scurt                                                          |
| 2005 | Getting Gilliam          | Da      |           |                     | Documentar despre producția Țara minunilor a lui Terry Gilliam |
| 2006 | Quartier de la Madeleine | Da      | Da        |                     | Segment din filmul antologic Paris, je t'aime (Orașul iubirii) |
| 2006 | Eyes on the Road         |         |           | Da                  | Scurtmetraj                                                    |
| 2014 | U is for Utopia          | Da      | Da        |                     | Segment din filmul antologic ABCs of Death 2⁠(d)                |

Televiziune
| An        | Serial                                         | Episoade                                                           |
| --------- | ---------------------------------------------- | ------------------------------------------------------------------ |
| 1996      | Space Cases⁠(d)                                 | "The Sporting Kind"                                                |
| 1998      | PSI Factor: Chronicles of the Paranormal⁠(d)    | "Pentimento"                                                       |
| 1998–1999 | Earth: Final Conflict (Pământ: Conflict final) | "Payback" "Friendly Fire"                                          |
| 2013      | Darknet⁠(d)                                     | Episodul 1                                                         |
| 2014–2015 | Hannibal⁠(d)                                    | "Su-zakana" "Naka-Choko" "Antipasto" "Primavera" "Secondo" "Dolce" |
| 2014      | Hemlock Grove⁠(d)                               | "Gone Sis"                                                         |
| 2014      | Ascension⁠(d)                                   | "Chapter Two: Part 1"                                              |
| 2015      | The Returned⁠(d)                                | "Simon"                                                            |
| 2015      | Orphan Black                                   | "Insolvent Phantom of Tomorrow"                                    |
| 2015–2016 | The Strain                                     | "Fallen Light" "The Night Train" "Do or Die"                       |
| 2016      | Wayward Pines⁠(d)                               | "City Upon a Hill"                                                 |
| 2016      | Marvel's Luke Cage⁠(d)                          | "Step in the Arena"                                                |
| 2016–2018 | Westworld                                      | "Dissonance Theory" "Reunion"                                      |
| 2017      | American Gods                                  | "Lemon Scented You"                                                |
| 2018      | Lost in Space                                  | "Eulogy"                                                           |
| 2020      | Locke & Key                                    | "Echoes" "Crown of Shadows"                                        |
| 2020      | The Stand                                      | "The Walk" "The Stand"                                             |
| TBA       | The Peripheral                                 | "Pilot"                                                            |